# Bleekkopnon
De bleekkopnon (Lonchura pallida) is een zangvogel uit de familie van de prachtvinken (Estrildidae).

## Verspreiding en leefgebied
Deze soort komt voor op het Indonesische eiland Celebes en de Kleine Soenda-eilanden.